# شهرستان دالی
شهرستان دالی (به لاتین: Dali County) یک منطقهٔ مسکونی در چین است که در واینان واقع شده‌است. شهرستان دالی ۱٬۷۷۶ کیلومتر مربع مساحت و ۶۹۳٬۳۹۲ نفر جمعیت دارد.